# Sak Kaoponlek
Sak Kaoponlek, detto Black Spider (Sisaket, 18 febbraio 1977), è un thaiboxer e kickboxer thailandese naturalizzato italiano.

## Biografia
Ha vinto 6 titoli di campione del mondo in varie federazioni, il prestigioso titolo al Lumpinee Stadium in Thailandia nel 1998 e uno dei più ambiti titoli in Thailandia: fighter of the year nel 1995, il miglior riconoscimento per un combattente thailandese.
Ha all'attivo uno score di 380 match di cui vinti 340 e persi 40, con uno spropositato numero di vittorie per KO.
L'11 Aprile del 2015 nel galà internazionale "Oktagon" ha disputato l'ultimo match della sua straordinaria carriera vincendolo.
In Thailandia dopo aver battuto tutti i fighter più forti rimane quasi un anno senza disputare match per mancanza di avversari e comincia la sua avventura in Europa; si stabilisce all'inizio a Trieste, per poi passare a Pordenone e poi a Rho alla Yamabushi Gym dove terminerà la sua carriera.

### Titoli di Muay Thai
- 6 volte Campione del mondo di Muay Thai
- Thailand National Champion, Muay Thai, Bangkok
- Campione dello Stadio Lumpinee, Bangkok, 1998
- Campione dello Stadio Rajadamnern, Bangkok
- Lumpinee Stadium Champion, Bangkok, 2000

1. Winner "The Contender Asia" Qualifier

### Premi
- 1995, Best "Fighter of the year" (il più importante e prestigioso riconoscimento per i combattenti di muay thai in Thailandia)